# Russell Brain
Pour les articles homonymes, voir Brain.
Lord Walter Russell Brain, 1er baron Brain, né le 23 octobre 1895 et mort le 29 décembre 1966 est un médecin neurologue britannique, connu comme le principal auteur d'un ouvrage devenu un classique de la neurologie  Brain's Diseases of the Nervous System. Il a été pendant longtemps  rédacteur de la revue neurologique homonyme Brain. On lui doit également la description d'un réflexe qui porte son nom, apparaissant chez l'homme dans la posture quadripodale.

## Carrière
Russell Brain fait ses études médicales au New College, à Oxford, où il obtient son bachelor en 1922 et son diplôme de médecin en 1925, après quoi il se spécialise en neurologie. En dehors de sa pratique clinique, il est membre de nombreuses commissions gouvernementales œuvrant dans le domaine de la santé physique et mentale. Il est l'un de ceux qui apportent leurs soins à Winston Churchill à la fin de sa vie, en 1965.
Élu membre du Collège royal de médecine en 1931, il en assure la présidence de 1950 à 1956.

## Croyances religieuses
Il devient quaker en 1931 et en 1944, donne une « conférence Swarthmore » (Swarthmore Lecture) intitulée « Man, society and religion » (l'Homme, la société et la religion) dans laquelle il souligne l'importance de la conscience sociale.

## Honneurs et distinctions
Il est fait chevalier en 1952, baronnet en 1954 et enfin créé baron Brain d'Eynsham dans le comté d'Oxford en 1962. En mars 1964, il est élu membre de la Royal Society.

## Famille
Il épouse Stella Langdon-Down avec qui il a une fille, Janet, et deux fils, Christopher (né en 1926) et Michael (né en 1928). Christopher hérite de son titre et devient le second baron Brain. En 1954, Janet épouse le Dr Leonard Arthur, célèbre pour avoir fait l'objet d'un procès pour infanticide dans lequel il fut acquitté.